# Ettore Bassi
Ettore Francesco Mario Bassi (* 16. dubna 1970 Bari, Itálie) je italský herec a televizní moderátor.

## Život
Ettore Bassi debutoval v roce 1993 jako moderátor v programu La Banda Zecchino a od těch dob vystupoval zejména v moderovaných pořadech pro děti. V roce 1994 vystupoval jako herec v italském seriálu režiséra Giorgio Capitaniho.
Od června 2011 hraje Ettore Bassi v německo-italském kriminálním seriálu Komisař Rex, kde hraje postavu Davide Rivera.
Mimo jiné je k vidění v německých filmech jako Der Todestunnel a Pius XII.

## Filmografie
- 2005: Der Todestunnel – Nur die Wahrheit zählt
- 2010: Pius XII.
- od roku 2011: Komisař Rex (jako Davide Rivera)